# Lac Neuron
Le lac Neuron est un lac thermal souterrain situé près de Leskovik en Albanie. Découvert par des scientifiques tchèques en 2025, il s'agit du plus grand lac thermal souterrain connu au monde, situé à 127 mètres sous terre. Il mesure 138 mètres de long, 42 mètres de large, a un périmètre de 345 mètres et contient environ 8 335 mètres cubes d'eau thermale. Ce lac se trouve dans le sous-sol de terrains privés appartenant aux héritiers de la famille Xhomo, beys de Leskovik. 